# جون جورج براون
جون جورج براون (بالإنجليزية: John George Brown)‏ هو رسام أمريكي، ولد في 11 نوفمبر 1831 في درم في المملكة المتحدة، وتوفي في 8 فبراير 1913 في نيويورك في الولايات المتحدة.